# سرانجام، منزل
سرانجام، منزل (ایتالیایی: Finalmente a casa) یک تله‌فیلم ایتالیایی به کارگردانی جانفرانچسکو لاتسوتی است که در سال ۲۰۰۸ منتشر شد.

## بازیگران
- جری اسکوتی
- لوردانا کاناتا
- انریکو برینیانو
- نیکولا پیستویا
- آنجلا فینوکیارو
- فرانچسکا چیپریانی